# Latirulus
Latirulus is een geslacht van weekdieren uit de klasse van de Gastropoda (slakken).

## Soorten
- Latirulus clavelloides (Cossmann, 1923) †
- Latirulus fasciatus Habe & Okutani, 1968
- Latirulus ferratus Lozouet, 2015 †
- Latirulus fraudator Maxwell, 1992 †
- Latirulus gouetensis (Cossmann, 1897) †
- Latirulus lesbarritzensis Lozouet, 2015 †
- Latirulus poustagnacensis Lozouet, 2015 †
- Latirulus ritzkowskii (R. Janssen, 1979) †
- Latirulus rivulensis Lozouet, 2015 †
- Latirulus subaffinis (d'Orbigny, 1850) †
- Latirulus subangulatus Lozouet, 2015 †
- Latirulus virodunensis Lozouet, 2015 †